# Tobias Bayer
Pour les articles homonymes, voir Bayer.
Tobias Bayer, né le 17 novembre 1999, est un coureur cycliste autrichien, membre de l'équipe Alpecin-Fenix.

## Biographie
En juin 2019, il livre une prestation remarquée lors du championnat d'Autriche sur route, disputé près de Mondsee. Au milieu de plusieurs professionnels du World Tour, il termine cinquième à 19 ans et remporte le titre chez les espoirs.
En 2018, Bayer a été signé par la Tirol Cycling Team pour adultes. Avec cette Equipe Continentale UCI, il débute le contre-la-montre par équipes aux Championnats du Monde d'Innsbruck et termine 17e, ce qui lui vaut les premiers points du classement mondial UCI. En 2019, il est devenu le champion national de course sur route U23. En 2020, il devient champion national U23 du contre-la-montre individuel. Il a également terminé troisième de la troisième étape du Giro Ciclistico d'Italia, ce qui signifie qu'il a brièvement pris la tête du classement de montagne du tour.
Bayer a signé un nouveau contrat avec l'UCI ProTeam belge Alpecin-Fenix pour la saison 2021. Bayer est devenu champion national d'Autriche U23 en 2021. En 2021, Bayer a également disputé son premier Grand Tour avec le Tour d'Espagne. Lors du sprint, il a contribué aux 2 victoires d'étape de son coéquipier Jasper Philipsen.

## Palmarès sur route

### Par année
- 2017
  -  Champion d'Autriche du contre-la-montre juniors
  - 2e de l'Internationale Cottbuser Junioren-Etappenfahrt
  - 3e du Tour de Haute-Autriche juniors
  - 7e du championnat d'Europe sur route juniors
- 2019
  -  Champion d'Autriche sur route espoirs
- 2020
  -  Champion d'Autriche du contre-la-montre espoirs
- 2021
  -  Champion d'Autriche sur route espoirs
  -  Champion d'Autriche du contre-la-montre espoirs
  - 3e du championnat d'Autriche du contre-la-montre
  - 10e du championnat d'Europe sur route espoirs
- 2022
  - 3e de la Brussels Cycling Classic
- 2025
  - 3e du championnat d'Autriche sur route

### Résultats sur les grands tours

#### Tour d'Italie
2 participations
- 2022 : 100e
- 2024 : 96e

#### Tour d'Espagne
2 participations
- 2021 : non-partant (12e étape)
- 2023 : 141e

### Classements mondiaux
| Année                                 | 2018  | 2019 | 2020 | 2021 | 2022 | 2023  | 2024  |
| ------------------------------------- | ----- | ---- | ---- | ---- | ---- | ----- | ----- |
| Classement mondial                    | 2601e | 988e | 738e | 303e | 391e | 1222e | 1050e |
| UCI Europe Tour                       | nc    | 710e | 591e | 256e | 315e | nc    | nc    |
|                                       |       |      |      |      |      |       |       |
| Légende : nc = non classéSource : UCI |       |      |      |      |      |       |       |

## Palmarès en cyclo-cross
- 2015-2016
  - 3e du championnat d’Autriche de cyclo-cross juniors
- 2016-2017
  -  Champion d’Autriche de cyclo-cross juniors